# Laura Montalvo
Laura Montalvo (Buenos Aires, 29 de março de 1976) é uma ex-tenista profissional argentina.